# Nyctophilus microtis
Nyctophilus microtis — вид ссавців родини лиликових.

## Проживання, поведінка
Країни поширення: Індонезія, Папуа Нова Гвінея. Зареєстрований від рівня моря до 2600 м над рівнем моря. Мешкає у мокрих первинних і вторинних тропічних лісах або на лісових галявинах. Лаштує сідала невеликими групами серед листя, в тому числі серед бамбука, або в печерах. 

## Загрози та охорона
Здається, немає серйозних загроз для цього виду.

## Ресурси Інтернету
- Hutson, T., Schlitter, D., Csorba, G., Bonaccorso, F. & Parnaby, H. 2008. Nyctophilus microtis. In: IUCN 2012 [Архівовано 12 листопада 2012 у Wayback Machine.]